# Łazy (Klepaczka)
Łazy – część wsi Klepaczka w Polsce położona w województwie śląskim, w powiecie częstochowskim, w gminie Starcza.

## Historia
W latach 1975–1998 miejscowość położona była w województwie częstochowskim.